# Lausma
Lausma ist eine unbewohnte Insel, 3,4 Kilometer von der größten estnischen Insel Saaremaa und 20 Meter von der Insel Vilsandi entfernt. Die Insel liegt in der Landgemeinde Saaremaa im Kreis Saare. Die 4,8 Hektar große Insel gehört zum Nationalpark Vilsandi.